# Bruyères-sur-Oise
Bruyères-sur-Oise é uma comuna francesa na região administrativa da Ilha de França, no departamento do Vale do Oise. Estende-se por uma área de 8.91 km². Em 2010 a comuna tinha 4 360 habitantes (densidade: 489,3 hab./km²).